# Aloencyrtus elisavetae
Aloencyrtus elisavetae är en stekelart som beskrevs av Trjapitzin och Ruiz-cancino 2000. Aloencyrtus elisavetae ingår i släktet Aloencyrtus och familjen sköldlussteklar. Inga underarter finns listade i Catalogue of Life.